# 韋謝利夫卡 (奧夫魯奇區)
51°14′10″N 28°50′36″E / 51.23611°N 28.84333°E
韋謝利夫卡（烏克蘭語：Веселівка），是烏克蘭北部的村莊，隸屬日托米爾州的科羅斯滕區。該村面積54.11平方公里，海拔高度151米，2001年人口111，人口密度每平方公里2.05人。